# Adrien Garel
Adrien Garel (Bagneux, 12 de marzo de 1996) es un deportista francés que compite en ciclismo en las modalidades de pista y ruta. Ganó tres medallas en el Campeonato Europeo de Ciclismo en Pista entre los años 2017 y 2023.

## Medallero internacional
| Campeonato Europeo | Campeonato Europeo    | Campeonato Europeo | Campeonato Europeo      |
| Año                | Lugar                 | Medalla            | Competición             |
| ------------------ | --------------------- | ------------------ | ----------------------- |
| 2017               | Berlín (Alemania)     | Medalla de oro     | Scratch                 |
| 2018               | Glasgow (Reino Unido) | Medalla de plata   | Scratch                 |
| 2023               | Grenchen (Suiza)      | Medalla de bronce  | Persecución por equipos |

1. ↑  Compitió en la ronda de clasificación.

## Equipos
- Vital Concept (2018-2020)
  - Vital Concept Cycling Club (2018)
  - Vital Concept-B&B Hotels (2019)
  - B&B Hotels-Vital Concept p/b KTM (2020)
- Sojasun espoir (2021-2022)
- Bricquebec Cotentin (2023-2024)